# Störtebeker (Schiff, 1991)
Die Störtebeker ist ein 1991 gebautes RoRo-Schiff und Inselversorger, den die Entsorgungsreederei in erster Linie zur Müllentsorgung ostfriesischer Inseln, daneben auch als Offshore-Versorger sowie zur Bergung verlorener Container einsetzt.

## Bau und technische Daten
Auf Bestellung der Entsorgungsreederei wurde das Schiff unter der Baunummer 124 bei den Deutschen Binnenwerften am Standort Genthin am Elbe-Havel-Kanal gebaut. Die Kiellegung fand am 20. Februar 1991, der Stapellauf am 29. April 1991 statt. Von der Konzeption ist der Neubau ein kleines RoRo-Frachtschiff mit einem für das Wattenmeer ausgelegten geringen Tiefgang. Dazu erhielt das Schiff ein weit nach vorne verlegtes Steuerhaus, dahinter einen Ankerpfahl und die über eine Heckrampe zugängliche Ladefläche, die für den Transport von Fahrzeugen, bis zu 12 Containern oder sperrigen Gütern geeignet ist.
Das Schiff ist 44,64 Meter lang, 10,50 Meter breit und hat einen Tiefgang von 1,70 Metern. Es ist mit 286 BRZ beziehungsweise 86 NRZ vermessen, die Tragfähigkeit beträgt 260 Tonnen. Als Antrieb dienen zwei Volvo-Penta-Dieselmotoren vom Typ TAMD 162A, die jeweils 400 PS leisten und auf zwei Festpropeller wirken. Damit erreicht das Schiff eine Geschwindigkeit von zehn Knoten.

## Geschichte
Operativ betrieben wird die Störtebeker von der Reederei Norden-Frisia, die neben der Reederei Baltrum-Linie Eigentümer der 1979 gegründeten Entsorgungsreederei ist. Sie setzt das Schiff in erster Linie für die Müllentsorgung von den ostfriesischen Inseln Juist, Norderney und Baltrum ein. Dabei wird der Müll in Containern zum Festland und in der Gegenrichtung die leeren Container auf die Inseln transportiert.
Darüber hinaus verchartert die Reederei das Schiff auch für Einzelaufträge wie etwa als Baustellenversorger im Offshore-Bereich oder für den Einsatz an flachen Küstengewässern. Auch für die Bergung verlorener Seecontainer wird das Schiff eingesetzt. So wurden mit der Störtebeker im Januar 2017 die geborgenen und teilweise zerstörten Container abtransportiert, die das unter liberianischer Flagge fahrende Containerfeederschiff Thetis D. vom Sietas Typ 178, (Baujahr 2008, 17448 BRZ) im Sturm verloren hatte und die auf den Inseln Wangerooge, Spiekeroog und Norderney angetrieben worden waren.